# Takao Koyama
Takao Koyama (jap. 小山 高生 Koyama Takao; ur. 21 kwietnia 1948) – japoński scenarzysta, specjalizujący się w produkcjach anime.

## Filmografia
- 1993: O czym szumią wierzby
- 1988: Saint Seiya: Zażarta walka bogów
- 1984: Starzan
- 1981: Urusei Yatsura